# Philippe Coclers
Pour les articles homonymes, voir Coclers.
Philippe Coclers, né vers 1665 à Liège (?) et mort le 5 juillet 1721 à Pietersheim (Lanaken), est un portraitiste néerlandais et le père d'une lignée de peintres liégeois-maastrichtois. Avec Gérard Douffet, Walthère Damery, Bertholet Flémal, Englebert Fisen et Jean-Guillaume Carlier, Coclers est un des grands peintres baroques du XVIIe siècle de la Principauté de Liège. Ils formèrent l'école liégeoise de peinture.

## Biographie
Philippe Coclers est probablement né vers 1665 à Liège, où ses parents Georges Coclers et Albertine Liboy vivaient dans une maison appelée « À la Treille Verte ».
De 1679 à 1680, il vécut en Italie, après quoi il revint à Liège de 1680 à 1690, puis vit à Maastricht de 1690 à 1702 et retourne à Liège à partir de 1702, où il travaille pour la cour du prince-évêque de Liège Joseph-Clément de Bavière.
Au cours de ses années maastrichtoises, il épouse Marie-Madeleine Loos (ou Lhoost, Lhoist) originaire d'une vieille famille de Jodoigne. Le couple eut cinq enfants. Leur fils Jean-Baptiste Coclers et plusieurs petits-enfants furent également de célèbres peintres.
Le 5 juillet 1721, Philippe Coclers meurt dans un tragique accident, l'effondrement du château de Pietersheim. Il est enterré dans le cimetière à Lanaken.

## Œuvres
- Portrait de la baronne d'Horst en Diane, 1690, Bonnefantenmuseum, Maastricht
- Portrait d'un homme inconnu en armure, 1691, collection privée
- Sainte Famille, 1699, église Saint-Jean-Baptiste, Oud-Valkenburg
- Portrait de Johan Hendrik Baumhauer, 1715, collection privée
- Portrait de Jansen de Oyenbrugge, 1720, Bonnefantenmuseum, Maastricht
- Portrait d'une femme inconnue, 1720, Bonnefantenmuseum, Maastricht

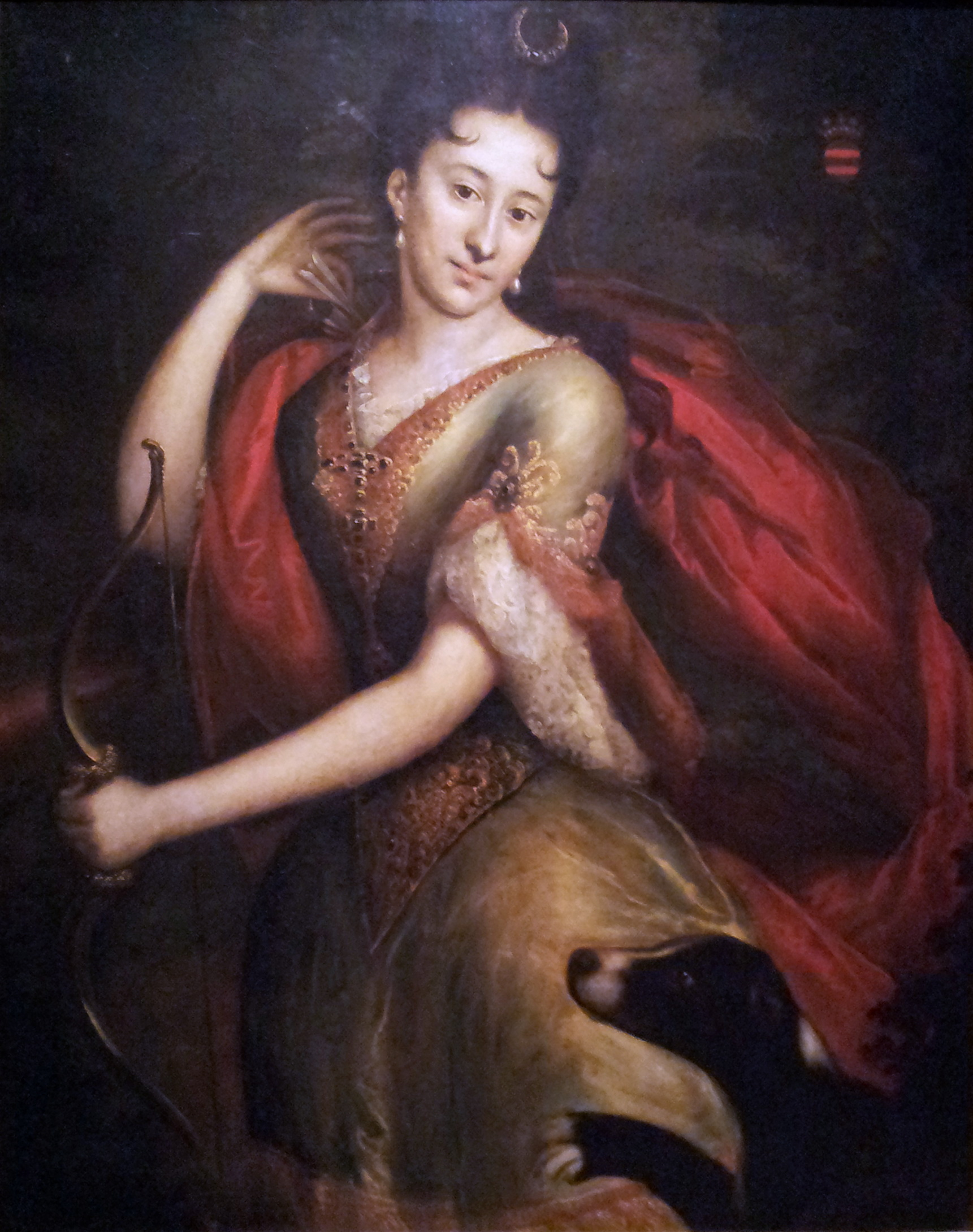
Portrait de la baronne d'Horst en Diane
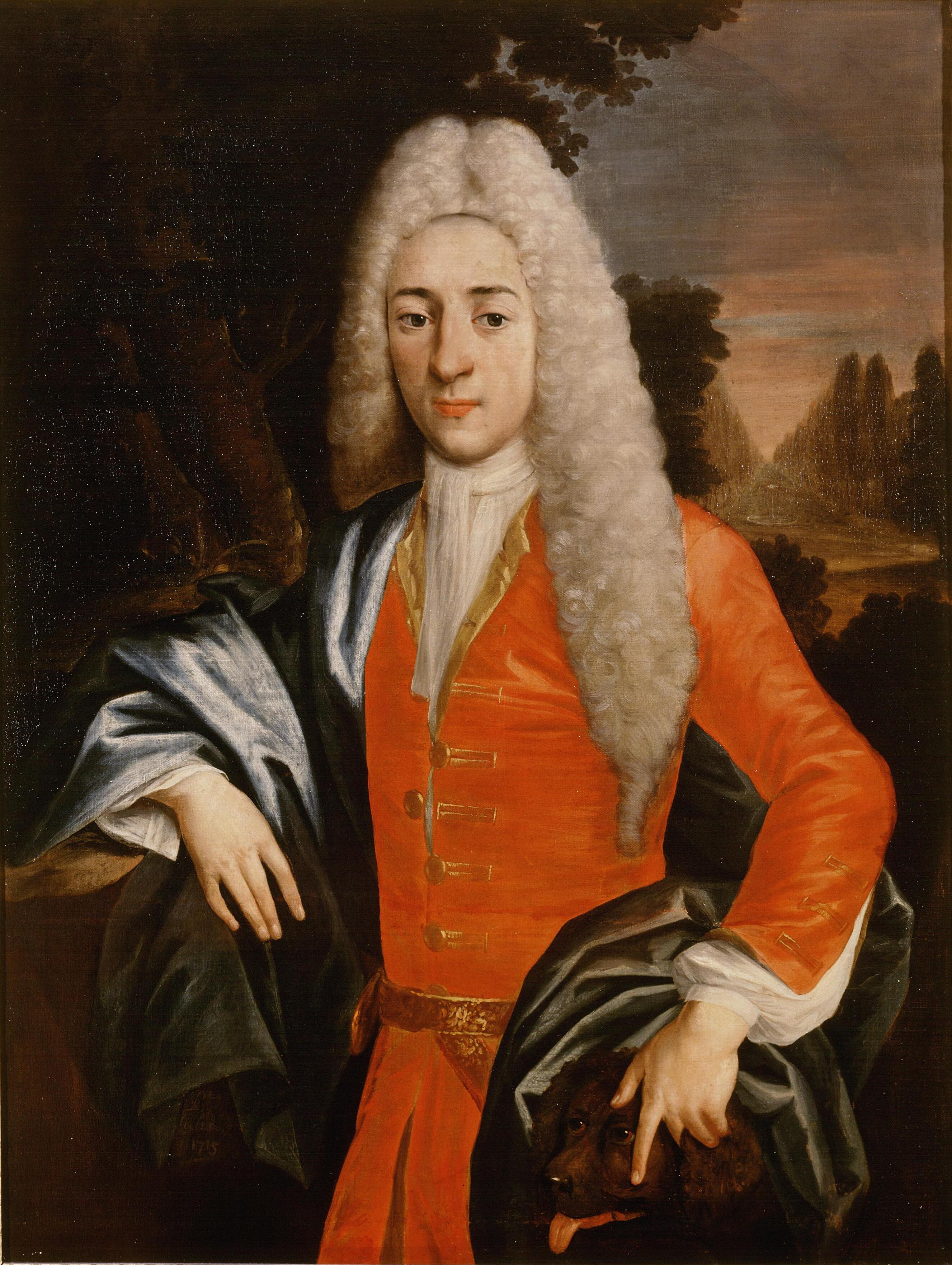
Portrait de Johan Hendrik Baumhauer
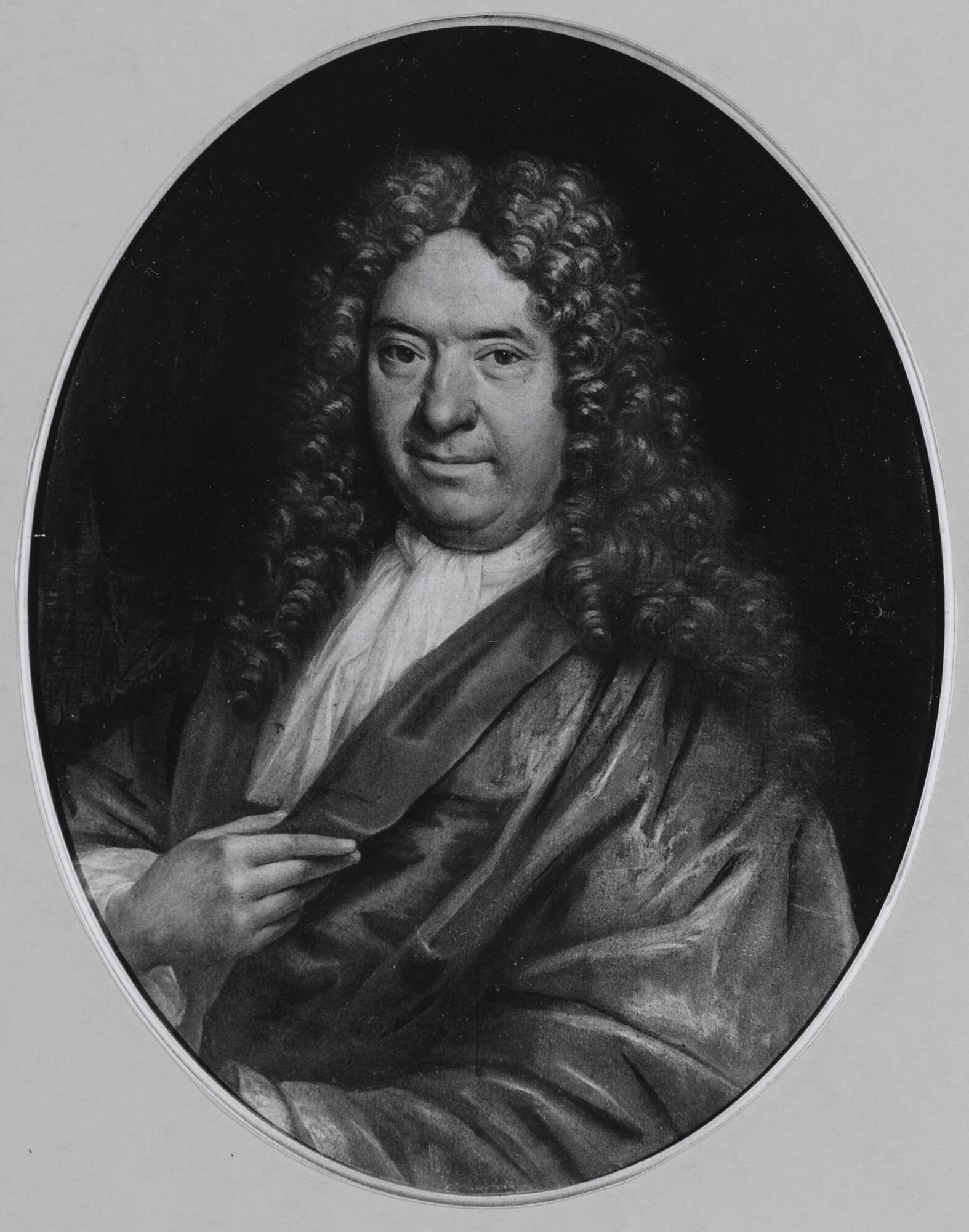
Portrait de Jansen van Oyenbrugge
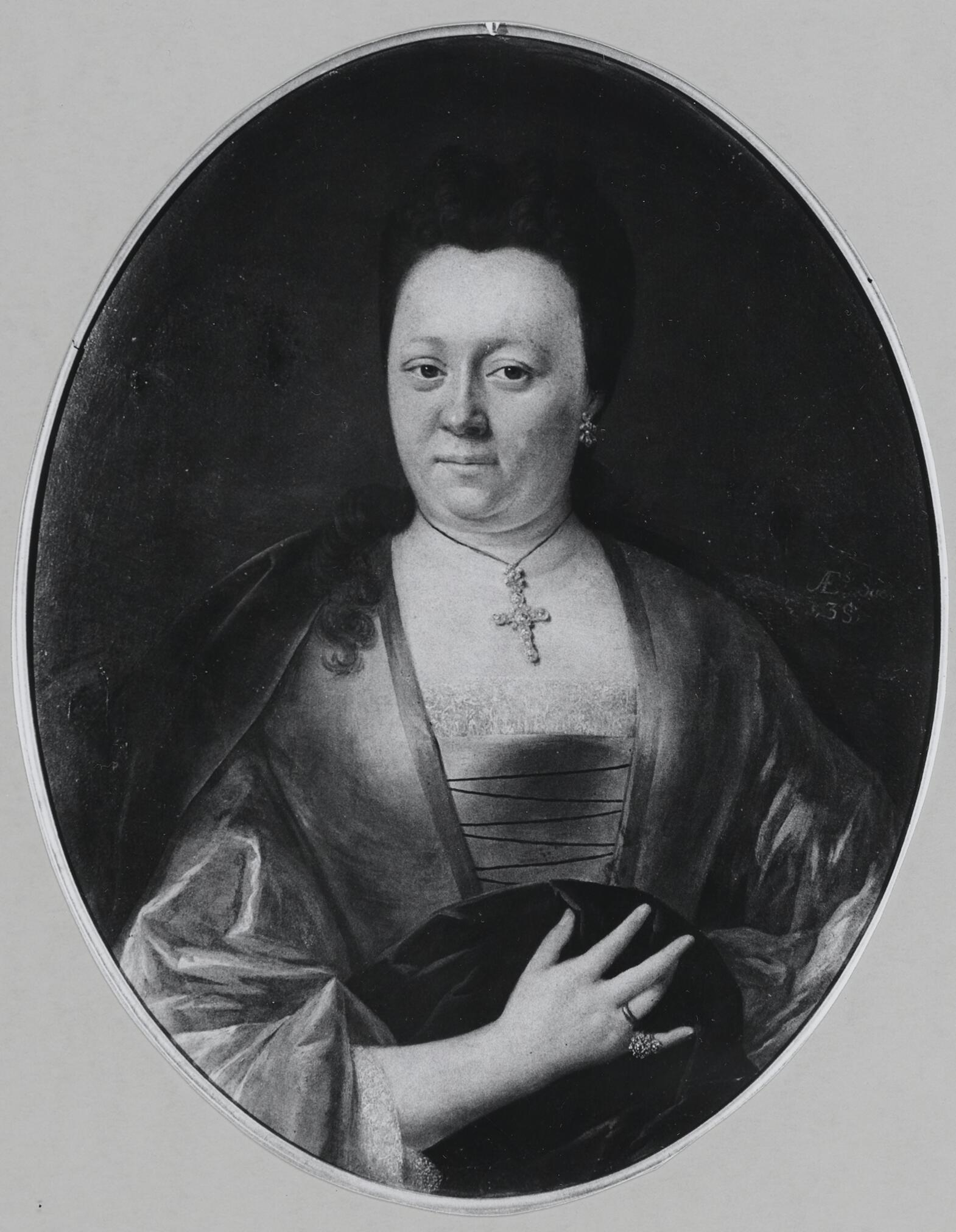
Portrait d'une femme inconnue